# イスラマバード
イスラマバード（ウルドゥー語: اسلام آباد、英語: Islamabad）は、パキスタンの首都。イスラーマーバードとも呼ばれるが、日本では長母音を無視したイスラマバードの名で広く知られている。
南アジア有数の世界都市であり、2008年にはイギリスのシンクタンク「グローバリゼーションと世界都市研究ネットワーク」によって第3級世界都市と評価された。1951年の人口は約9万4千人であったが、2009年には約120万人となり、パキスタンで10番目の人口の都市に成長した。「ラーワルピンディー・イスラマバード都市圏」の人口は741万人（2017年）であり、パキスタン第3位の人口を有する都市圏を形成している。名前は「イスラームの都市」の意味を持つ。

## 歴史

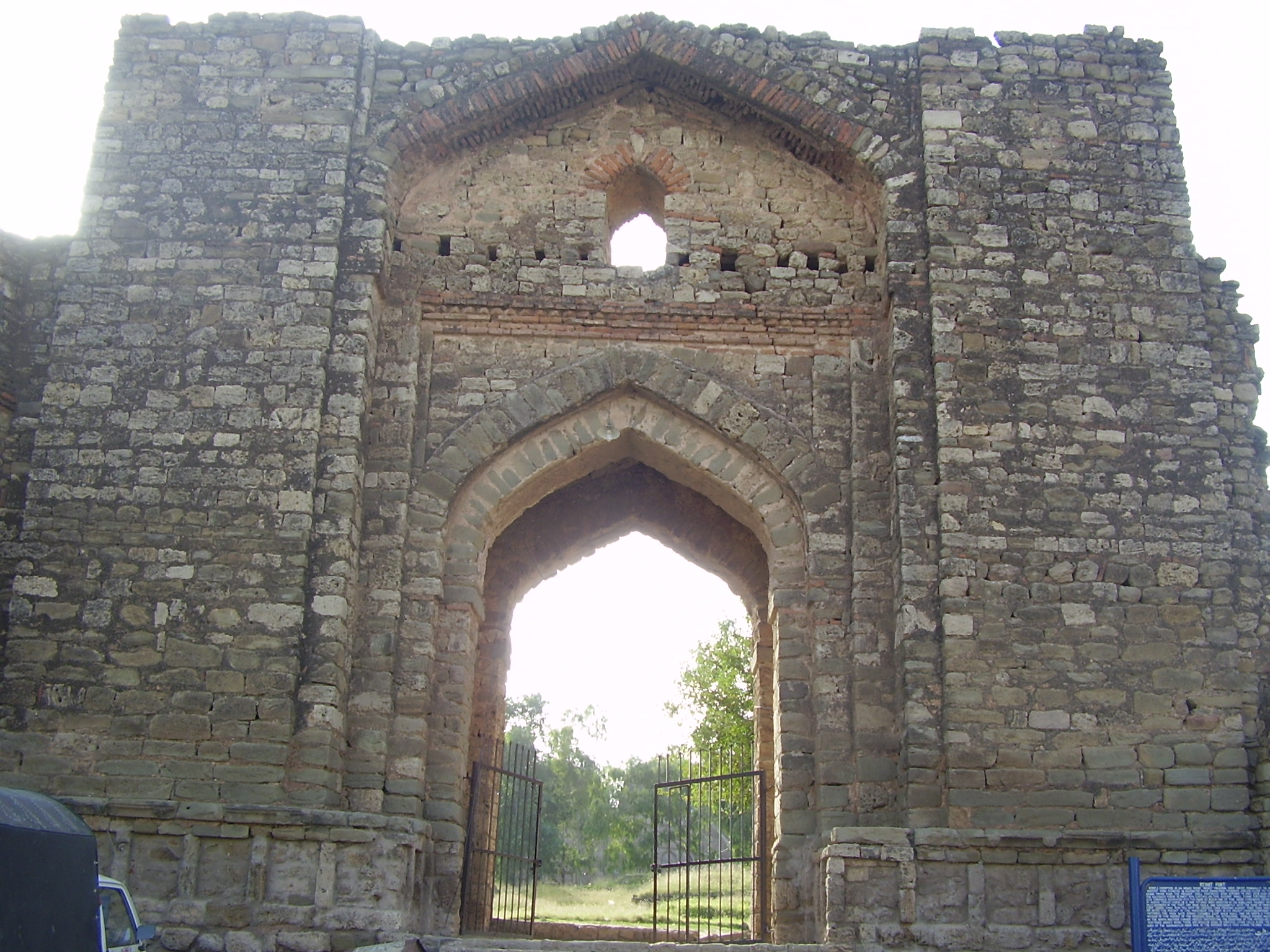
16世紀に建てられたラワット要塞

イスラマバードのあるイスラーマーバード首都圏はマルガラ丘陵麓のポトワール高原に位置しカイバル・パクトゥンクワ州とパンジャーブ州の結節点にあたる。石器時代初期から人間が定住していたと思われ多くの出土品がある。インダス文明の辺縁に位置しアーリア人が最初に入植した地域の一つである。アレクサンドロス3世（大王）からチンギス・カン、ティムール、アフマド・シャー・ドゥッラーニーに至る多くの軍がイスラーマーバード一帯の回廊を通ってインド亜大陸に侵攻していった。
今日のイスラマバードの元はサイドプルと呼ばれた町である。サイドプルはおよそ500年前のバーブルの治世にマルガラ丘陵の斜面に作られた。1849年、イギリスはサイドプルをシク教徒から奪うとここに兵舎を構えた。
1947年にパキスタンが独立した当初、首都はカラチに置かれたが、パキスタン最初の軍人大統領のアイユーブ・ハーンは国土の南端に位置するカラチへの一極集中を是正する必要に迫られた。防衛的観点からは、カラチはアラビア海に近すぎ、領土紛争を抱えるカシミールから遠すぎた。1959年6月にパキスタンの首都としてイスラマバードの地が選定された。陸軍司令部のあるラーワルピンディーからの近さも選定理由であった。1961年に開発が開始。ギリシャの都市計画家・コンスタンティノス・ドキシアディスがマスタープランを担当した。イスラマバードは人工都市であり、北にあるマルガラ丘陵を頂点と見立てた三角形の都市の中に碁盤の目のような街路を持つ。イスラマバード建設中の1969年までは首都は暫定的にラーワルピンディーに置かれた。
2005年のパキスタン地震ではイスラマバードも被害を受けた。近年は2008年デンマーク大使館爆発事件やイスラマバード・マリオット・ホテル爆破テロ事件などのテロが起きている。2010年にはエアブルー202便墜落事故が郊外で起きている。
2024年10月、上海協力機構の政府首脳によるイスラマバードSCO首脳会議が開催された。パキスタン政府は会議に合わせてイスラマバードを3日間休日扱いとし、軍の部隊を配置して厳戒態勢を敷いた。

## 気候
温帯夏雨気候。夏は5月から7月にかけてで非常に暑く湿度も高い。その後9月までモンスーンとなり夜間は雷雨に見舞われることが多い。冬は10月から3月で過ごしやすい気温となる。この時期は朝に霧が出ることが多い。
| イスラマバード (1961-1990)の気候                            | イスラマバード (1961-1990)の気候 | イスラマバード (1961-1990)の気候 | イスラマバード (1961-1990)の気候 | イスラマバード (1961-1990)の気候 | イスラマバード (1961-1990)の気候 | イスラマバード (1961-1990)の気候 | イスラマバード (1961-1990)の気候 | イスラマバード (1961-1990)の気候 | イスラマバード (1961-1990)の気候 | イスラマバード (1961-1990)の気候 | イスラマバード (1961-1990)の気候 | イスラマバード (1961-1990)の気候 | イスラマバード (1961-1990)の気候 |
| 月                                                          | 1月                              | 2月                              | 3月                              | 4月                              | 5月                              | 6月                              | 7月                              | 8月                              | 9月                              | 10月                             | 11月                             | 12月                             | 年                               |
| ----------------------------------------------------------- | -------------------------------- | -------------------------------- | -------------------------------- | -------------------------------- | -------------------------------- | -------------------------------- | -------------------------------- | -------------------------------- | -------------------------------- | -------------------------------- | -------------------------------- | -------------------------------- | -------------------------------- |
| 最高気温記録 °C （°F）                                      | 26.1 (79)                        | 30.0 (86)                        | 34.0 (93.2)                      | 40.6 (105.1)                     | 45.6 (114.1)                     | 46.0 (114.8)                     | 44.4 (111.9)                     | 42.0 (107.6)                     | 38.1 (100.6)                     | 36.7 (98.1)                      | 32.2 (90)                        | 27.2 (81)                        | 46 (114.8)                       |
| 平均最高気温 °C （°F）                                      | 17.1 (62.8)                      | 19.1 (66.4)                      | 23.9 (75)                        | 30.1 (86.2)                      | 35.3 (95.5)                      | 38.7 (101.7)                     | 35.0 (95)                        | 33.4 (92.1)                      | 33.5 (92.3)                      | 30.9 (87.6)                      | 25.4 (77.7)                      | 19.7 (67.5)                      | 28.5 (83.3)                      |
| 日平均気温 °C （°F）                                        | 10.1 (50.2)                      | 12.1 (53.8)                      | 16.9 (62.4)                      | 22.6 (72.7)                      | 27.5 (81.5)                      | 31.2 (88.2)                      | 29.7 (85.5)                      | 28.5 (83.3)                      | 27.0 (80.6)                      | 22.4 (72.3)                      | 16.5 (61.7)                      | 11.6 (52.9)                      | 21.34 (70.43)                    |
| 平均最低気温 °C （°F）                                      | 2.6 (36.7)                       | 5.1 (41.2)                       | 9.9 (49.8)                       | 15.0 (59)                        | 19.7 (67.5)                      | 23.7 (74.7)                      | 24.3 (75.7)                      | 23.5 (74.3)                      | 20.6 (69.1)                      | 13.9 (57)                        | 7.5 (45.5)                       | 3.4 (38.1)                       | 14.1 (57.4)                      |
| 最低気温記録 °C （°F）                                      | −3.9 (25)                        | −2.0 (28.4)                      | −0.3 (31.5)                      | 6.1 (43)                         | 11.0 (51.8)                      | 15.0 (59)                        | 17.8 (64)                        | 17.0 (62.6)                      | 13.3 (55.9)                      | 5.7 (42.3)                       | −0.6 (30.9)                      | −2.8 (27)                        | −3.9 (25)                        |
| 降水量 mm （inch）                                          | 56.1 (2.209)                     | 73.5 (2.894)                     | 89.8 (3.535)                     | 61.8 (2.433)                     | 39.2 (1.543)                     | 62.2 (2.449)                     | 267.0 (10.512)                   | 309.9 (12.201)                   | 98.2 (3.866)                     | 29.3 (1.154)                     | 17.8 (0.701)                     | 37.3 (1.469)                     | 1,142.1 (44.966)                 |
| 平均月間日照時間                                            | 195.3                            | 189.3                            | 201.5                            | 252.0                            | 313.1                            | 300.0                            | 263.5                            | 251.1                            | 261.0                            | 275.9                            | 249.0                            | 195.3                            | 2,947                            |
| 出典1：HKO                                                  |                                  |                                  |                                  |                                  |                                  |                                  |                                  |                                  |                                  |                                  |                                  |                                  |                                  |
| 出典2：NOAA (extremes, daily mean temeperatures, 1961-1990) |                                  |                                  |                                  |                                  |                                  |                                  |                                  |                                  |                                  |                                  |                                  |                                  |                                  |

## 人口動態

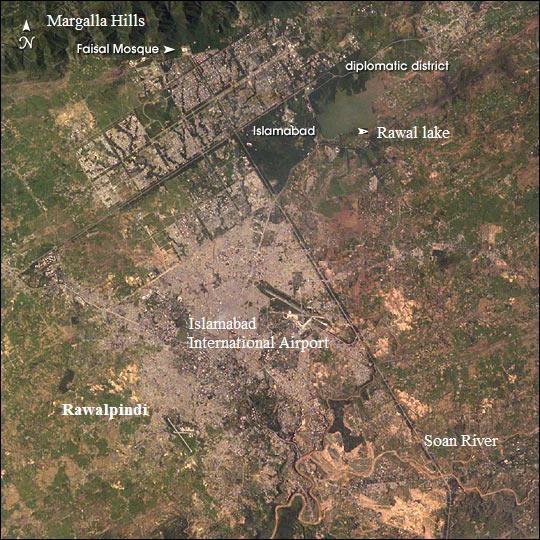
イスラマバードとラーワルピンディーの衛星地図

国語であり第一公用語であるウルドゥー語の他に第二公用語である英語も広く用いられている。パンジャーブ語を母語とする人口は72%、パシュトー語を母語とする人口は10%である。他にラフンダー語系統を母語とするものも数％いる。都市人口のうちおよそ40万人は流入人口で、パンジャーブ州からおよそ24万人、カイバル・パクトゥンクワ州からおよそ8万人などとなっている。人口の95.53%はイスラム教徒、キリスト教徒が4.07%でそれに次ぎ、ヒンドゥー教徒は0.02%となっている。識字率は87%でパキスタンの都市で最高となっている。

## 経済
イスラマバードはパキスタンの人口の0.8%を占め、国のGDPの1%を産出している。イスラマバード証券取引所は1989年に発足し、カラチ、ラホールに次ぐ3位の規模に成長した。近年は国内外のIT関連企業が多く進出している。パキスタン国際航空やパキスタン国営テレビ、パキスタン電気通信 (PTCL) の本社などがある。

## 交通
2018年5月、イスラマバードの南西30km（パンジャーブ州のファテジャン）にイスラマバード国際空港が開港し、ベナジル・ブット国際空港は軍用飛行場となった。
鉄道の主要駅としてイスラマバード駅（旧・マルガラ駅）があり、カラチ方面への列車が運行されている。

## 名所

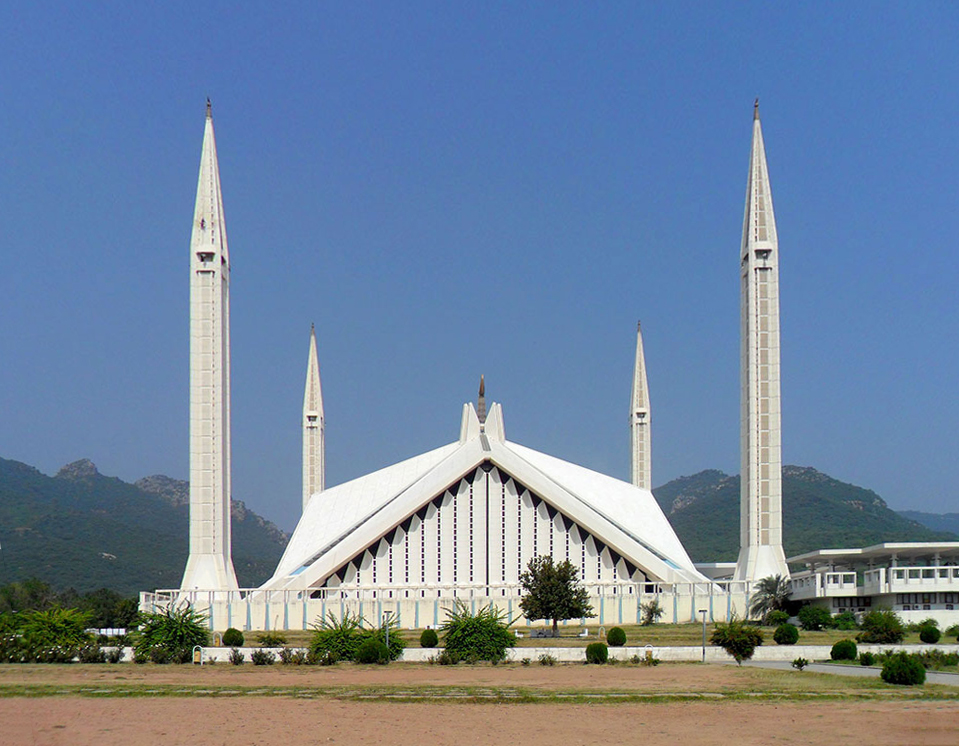
ファイサル・モスク

北部には、南アジア最大のモスク（ファイサル・モスク）がある。

## 姉妹都市
- アンカラ、トルコ 1982年
- アンマン、ヨルダン 1989年
- 北京、中国 1993年
- ソウル、大韓民国 2008年
- ベオグラード、セルビア 2000年
- マドリード、スペイン 2010年
- ジャカルタ、インドネシア 2010年

## ギャラリー

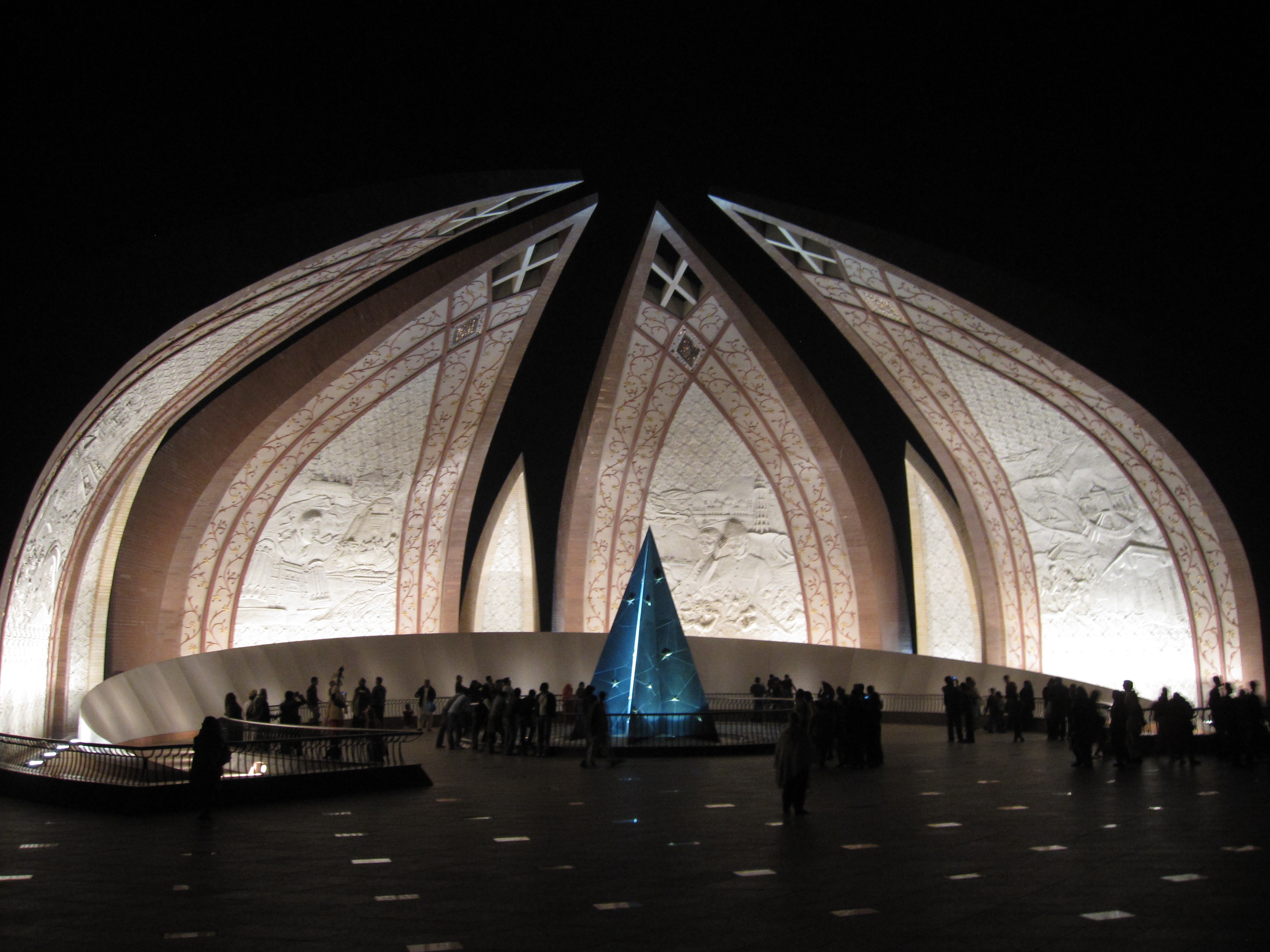
パキスタン・モニュメント・ミュージアム
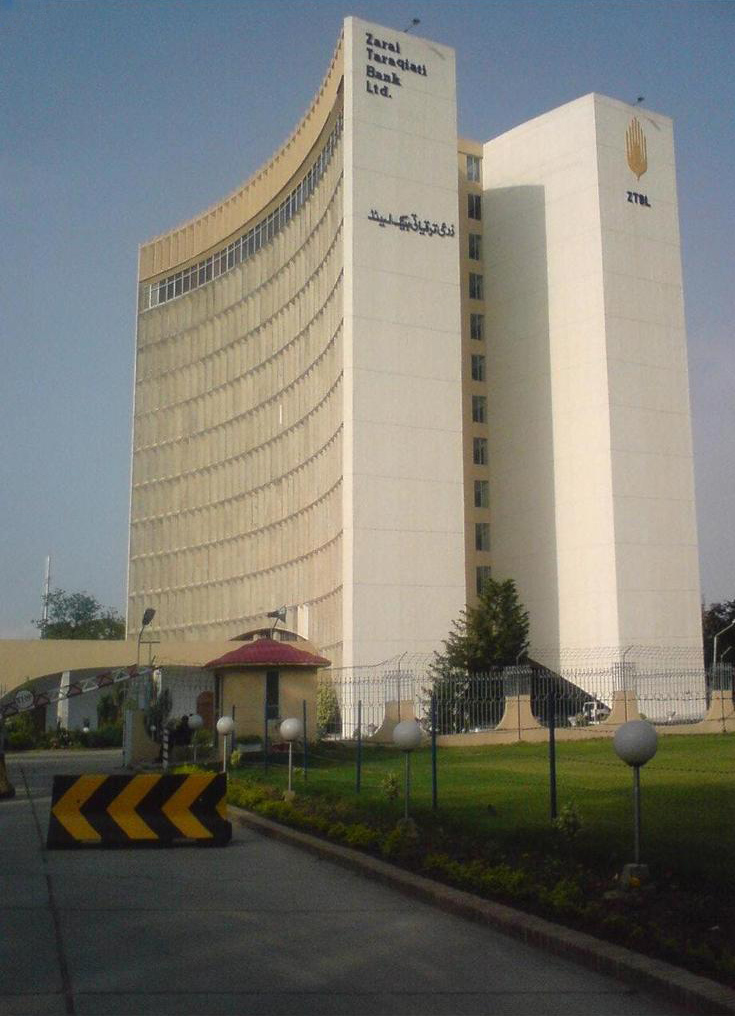
農業銀行
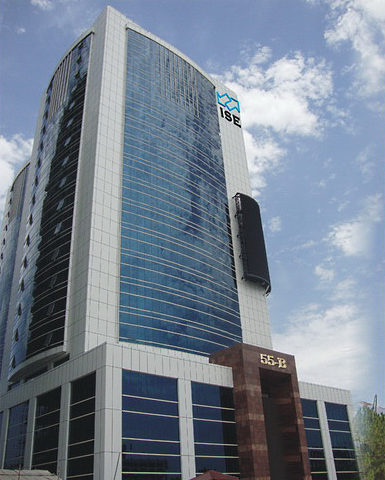
ISEタワー（証券所）
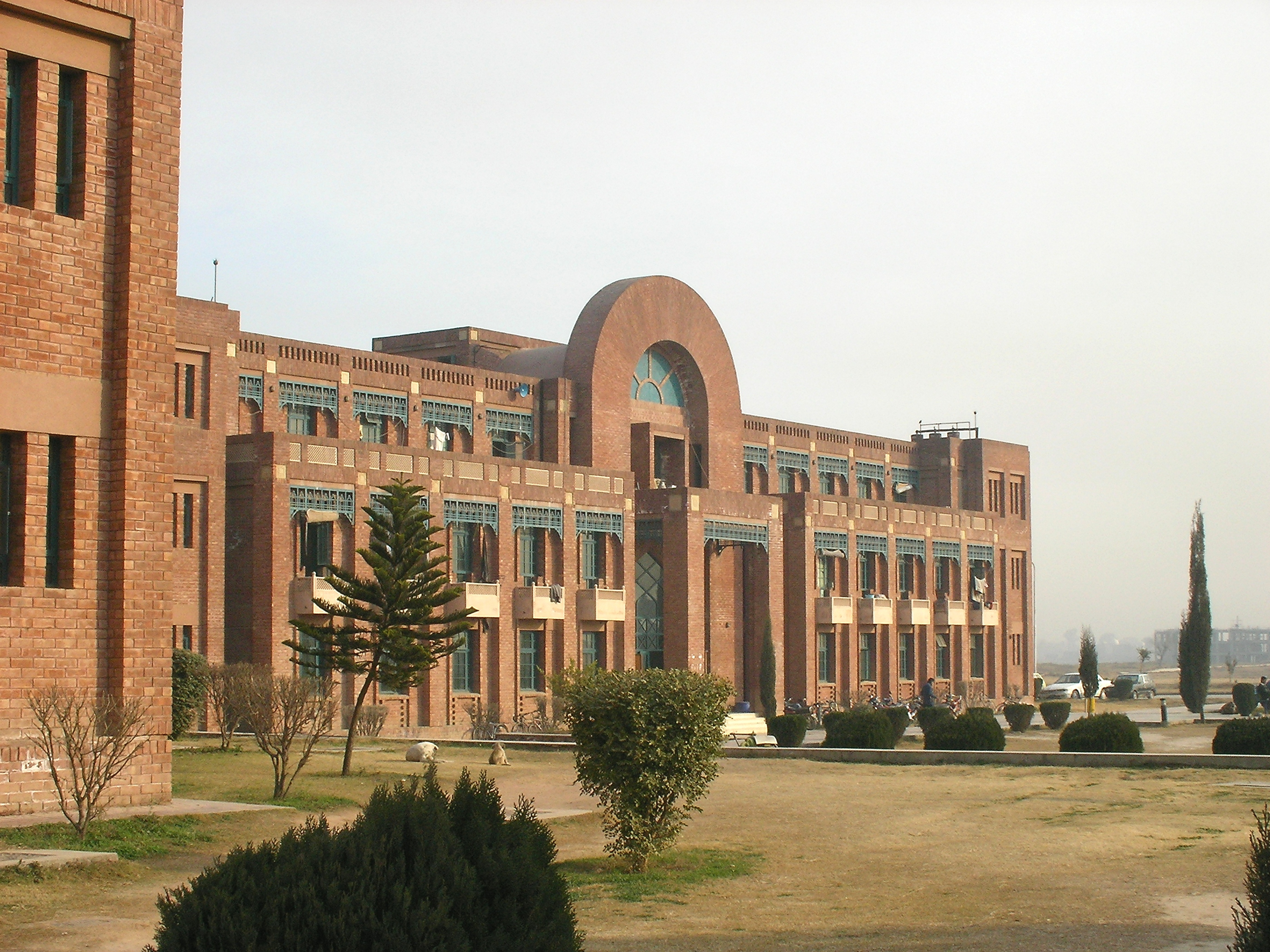
国際イスラム教大学
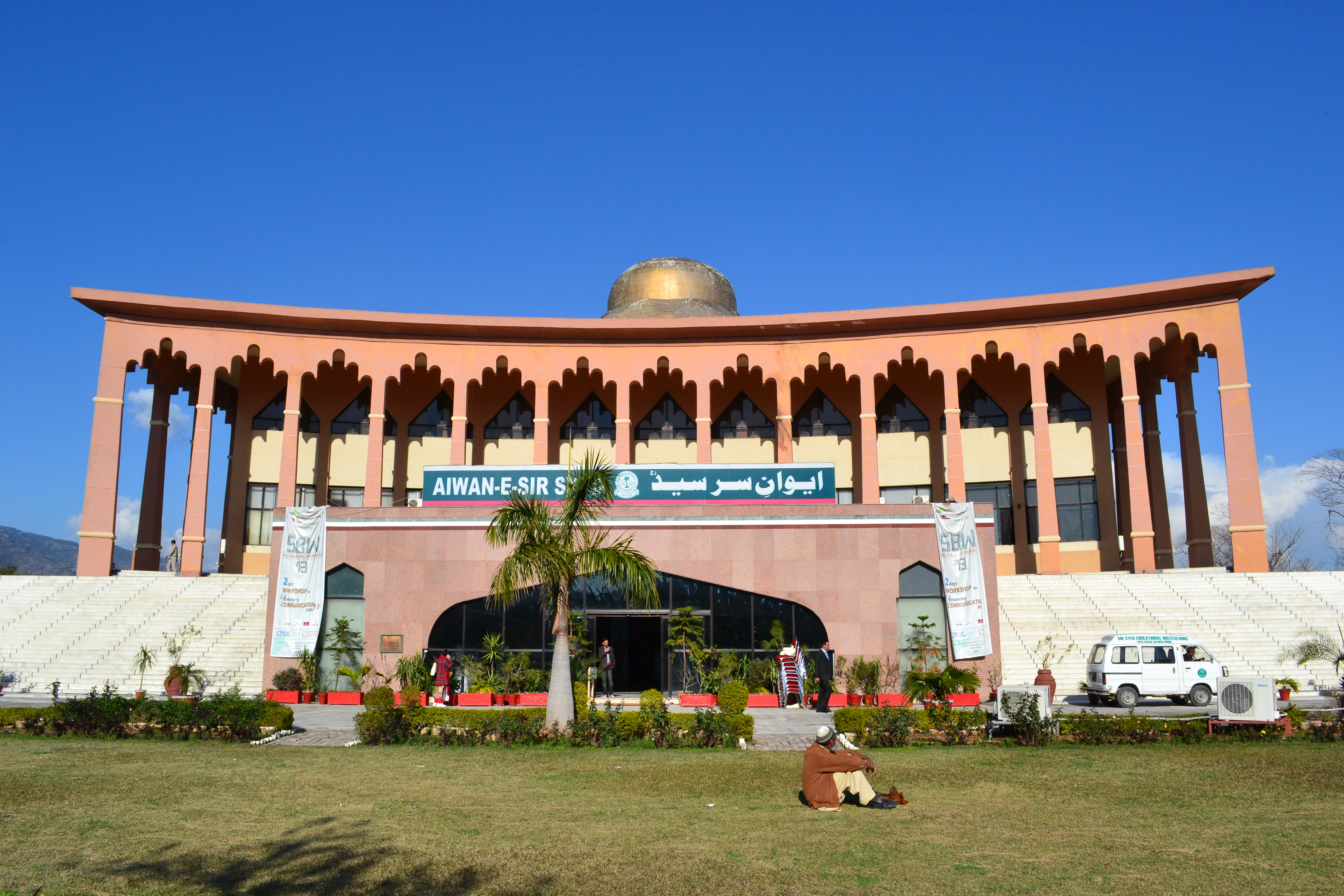
イスラマバード博物館
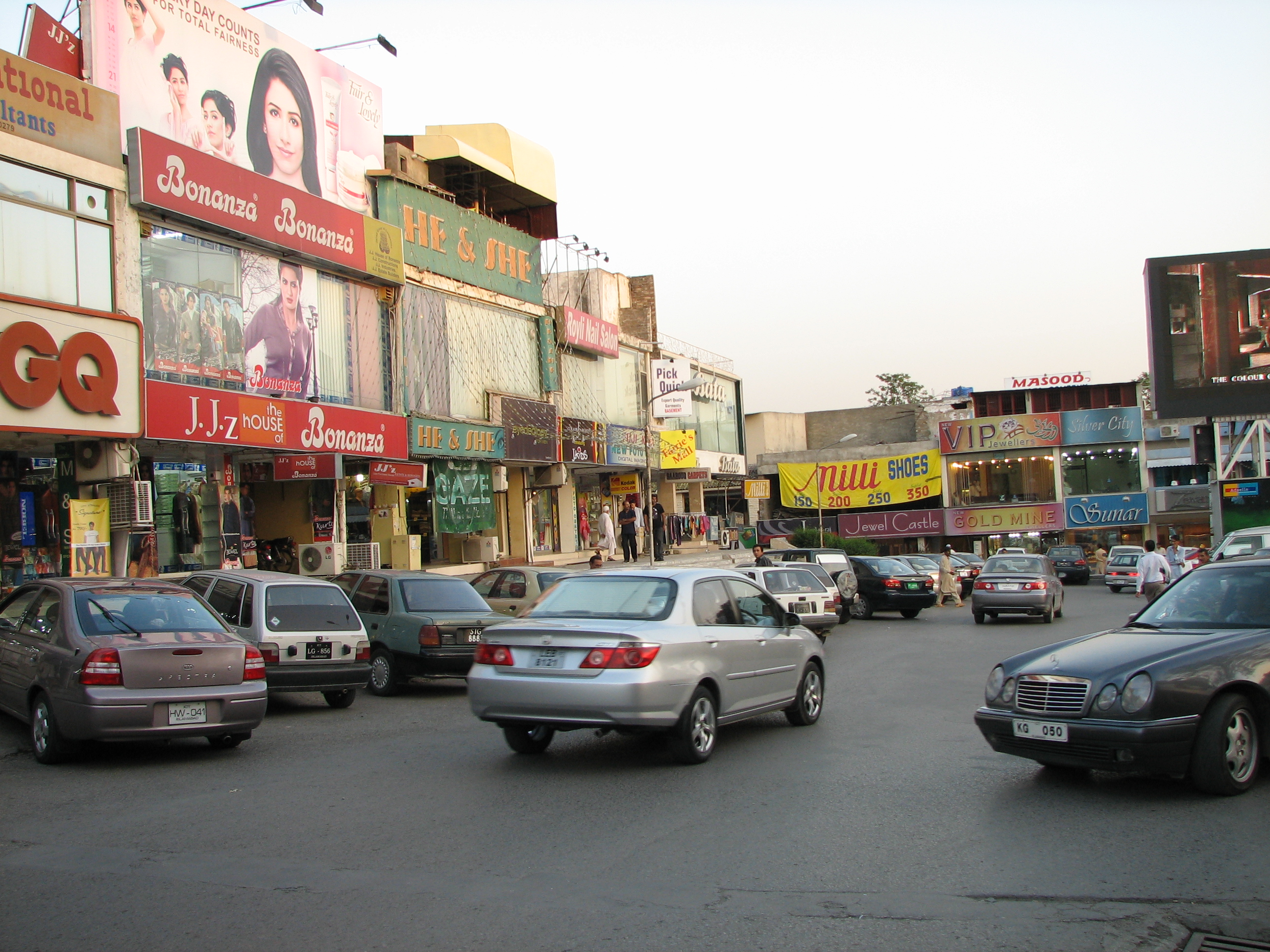
商業地区